# Muara Batang Gadis
Muara Batang Gadis  is een onderdistrict (kecamatan) in het regentschap (kabupaten) Mandailing Natal in de Indonesische provincie Noord-Sumatra op Sumatra. Singkuang is het administratief centrum van Muara Batang Gadis.

## Onderverdeling
Het onderdistrict Muara Batang Gadis is in 2010 onderverdeeld in 17 plaatsen (desa's /kelurahan's), die een administratieve eenheid zijn.  Binnen deze desa's liggen dorpen en gehuchten.
| Plaats code | Naam kelurahan/desa, plaatsen en dorpen | Inwoners in 2010 |
| ----------- | --------------------------------------- | ---------------- |
| 001         | Rantau Panjang                          | 1,357            |
| 002         | Manuncang                               | 664              |
| 003         | Lubuk Kapundung                         | 747              |
| 004         | Hutaimbaru                              | 810              |
| 005         | Panunggulan                             | 548              |
| 006         | Tabuyung                                | 3.140            |
| 007         | Pasar II Singkuang                      | 1.316            |
| 008         | Pasar I Singkuang                       | 1.199            |
| 009         | Sikapas                                 | 1.002            |
| 010         | Batu Mundom                             | 1.221            |
| 011         | Tagilang Julu                           | 518              |
| 012         | Sali Baru                               | 1.022            |
| 013         | Suka Ramai                              | 460              |
| 014         | Lubuk Kapundung II                      | 671              |
| 015         | UPT Tabuyung                            | 222              |
| 016         | UPT Singkuang II                        | 159              |
| 017         | UPT Singkuang I                         | 360              |